# Dakidarría
Dakidarría és un grup gallec que fusiona ska punk i reggae, fundat el 2003 a la comarca de la Val Miñor. Les seves lletres es basen en la crítica social i política contra el capitalisme, el consumisme, l'alienació, i a favor de l'internacionalisme, la llibertat dels pobles i la diversitat cultural.

## Discografia
- Diskordia Nas Rías Baixas. (maqueta, 2002)
- Fragasaurus Rex (2005)
- El futuro nunca existió (2008)
- Realidades alienantes... (2010)
- ...Utopías emergentes (2011)[2]
- Terra (2013)
- #10AnosNaRúa (2015)
- Utopías EmerXentes (2015)
- De Cuncas e de Mar (2016)
- Filosofía Incendiaria (2018)